# SK Austria Klagenfurt (2007)
Ne pas confondre avec le SK Austria Klagenfurt fondé en 1920 devenu le FC Kärnten.
Maillots
Le SK Austria Klagenfurt est un club de football autrichien basé à Klagenfurt.
Le club est fondé en 2007, il prend le même nom que le club fondé en 1920 puis renommé en 1999 en FC Kärnten et qui est finalement dissout en 2009.

## Historique
Le SK Austria Klagenfurt est fondé le 19 janvier 2007, mais ne sera actif qu'en 2010, pour beaucoup de supporters il est le successeur du club fondé en 1920, puis renommé en 1999 en FC Kärnten. Le club reprend des joueurs du FC Kärnten et du SK Austria Kärnten, qui fait faillite en 2010.
En 2015, le club est promu en deuxième division autrichienne, mais en 2016 malgré une 8e place en championnat le club est relégué car il se voit refuser sa licence. Après la saison 2017-2018, le club termine à la 5e place de la troisième division et profite du désistement du FC Gleisdorf (de) pour revenir en deuxième division.
En fin de saison 2019-2020, dix ans après sa fondation et 100 ans après le SK Austria Klagenfurt originel, le club termine vice-champion à égalité de points avec le SV Ried, qui sera promu en Bundesliga autrichienne grâce à une meilleure différence de buts.
La saison suivante, 2020-2021, le club connaîtra enfin la promotion en première division en terminant à la 3e place, il gagne les barrages de promotion contre le 16e de première division, le SKN Sankt Pölten et en gagnant les deux rencontres (4-0, 1-0).

## Palmarès
| Compétitions nationales                                 |
| ------------------------------------------------------- |
| - Championnat d'Autriche D3 (1) : - Champion : 2014-15. |

## Logo

Logo de 2010 à 2019.
Logo depuis 2019.